# Paedocypris
Paedocypris je rod drobných sladkovodních paprskoploutvých ryb z řádu máloostní. V rámci řádu je řazen do samostatné nadčeledi Paedocypridoidea a čeledi Paedocyprididae. Zahrnuje tři popsané druhy. Pochází z černých vod jihovýchodní Asie. Patří k vůbec nejmenším známým obratlovcům. Jsou známé pro svou dobrou chuť.

## Taxonomie
Typovým druhem rodu Paedocypris je Paedocypris progenetica Kottelat, Britz, Hui & Witte 2006. Celkem jsou popsány tři druhy:
- Paedocypris carbunculus Britz & Kottelat, 2008
- Paedocypris micromegethes Kottelat, Britz, Tan & Witte, 2006
- Paedocypris progenetica Kottelat, Britz, Tan & Witte, 2006

Rod Paedocypris původně zařazen do čeledi kaprovití (Cyprinidae).